# Grote moskee van Damascus

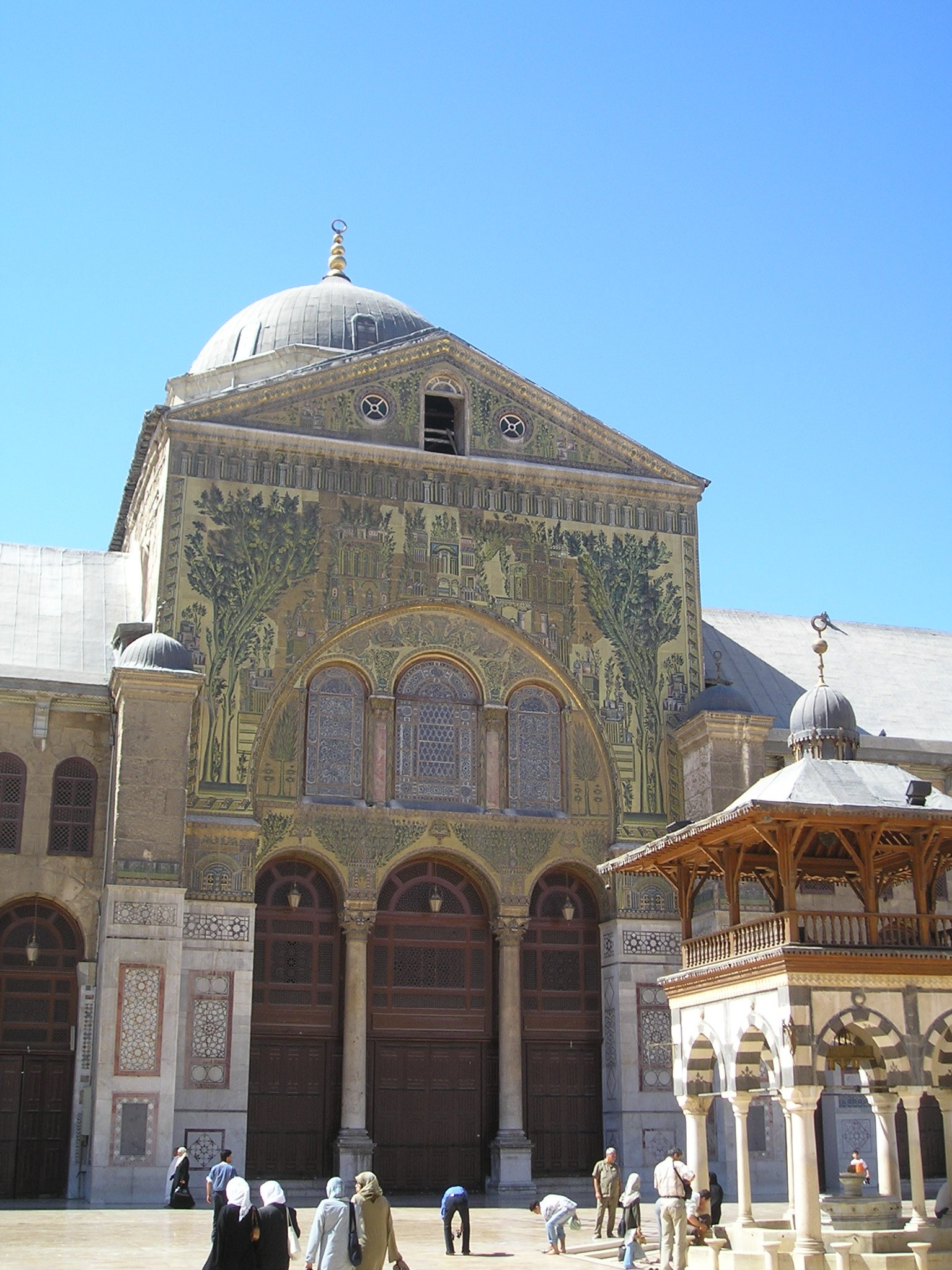
Voorzijde. De mozaïeken met bomen en planten duiden erop dat het aniconisme in de islam pas later werd ingevoerd.

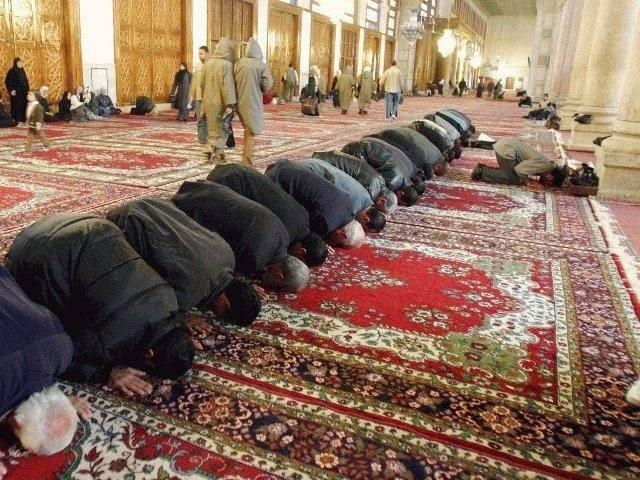
Biddende moslims in de moskee

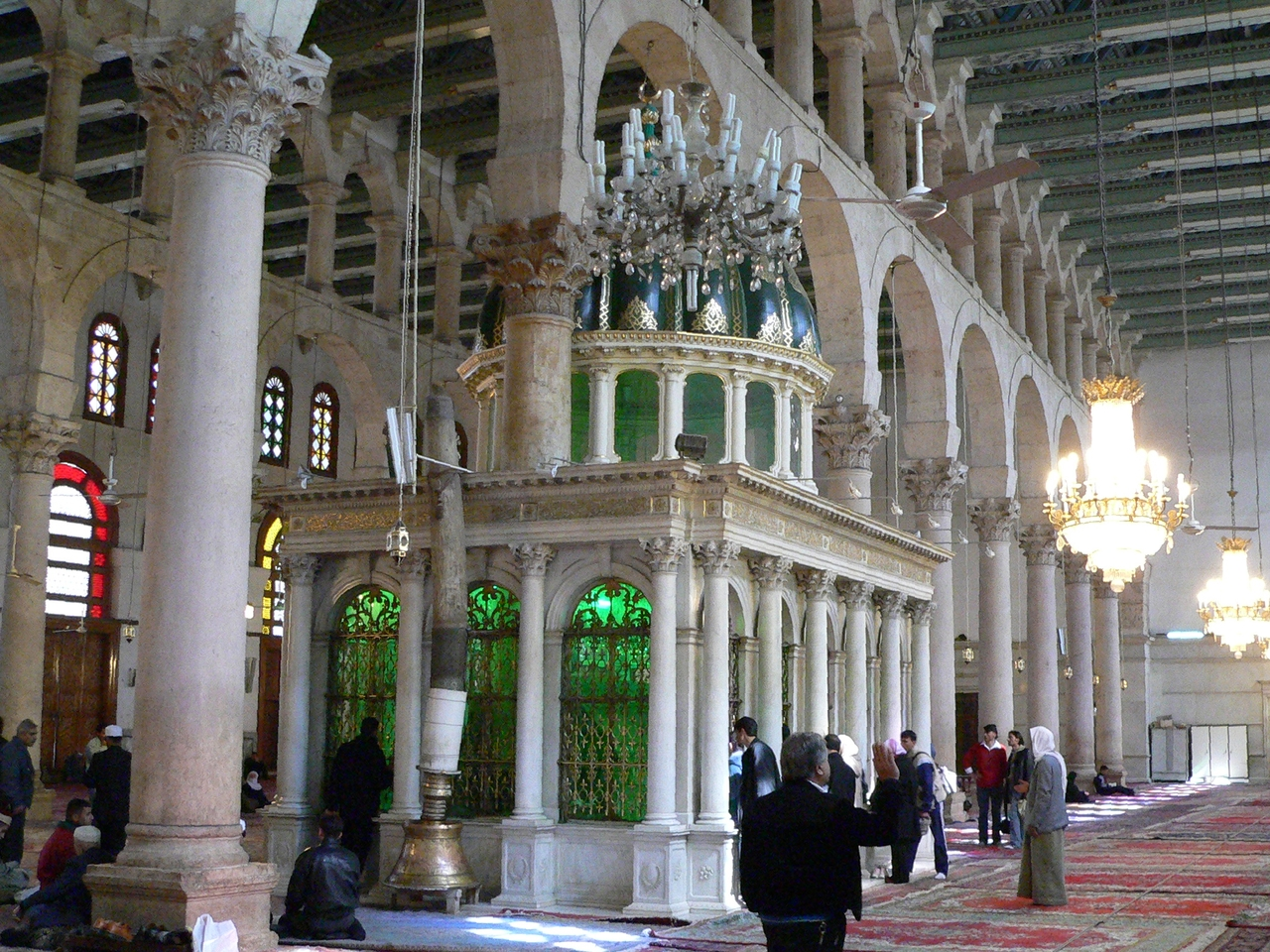
Schrijn van Johannes de Doper

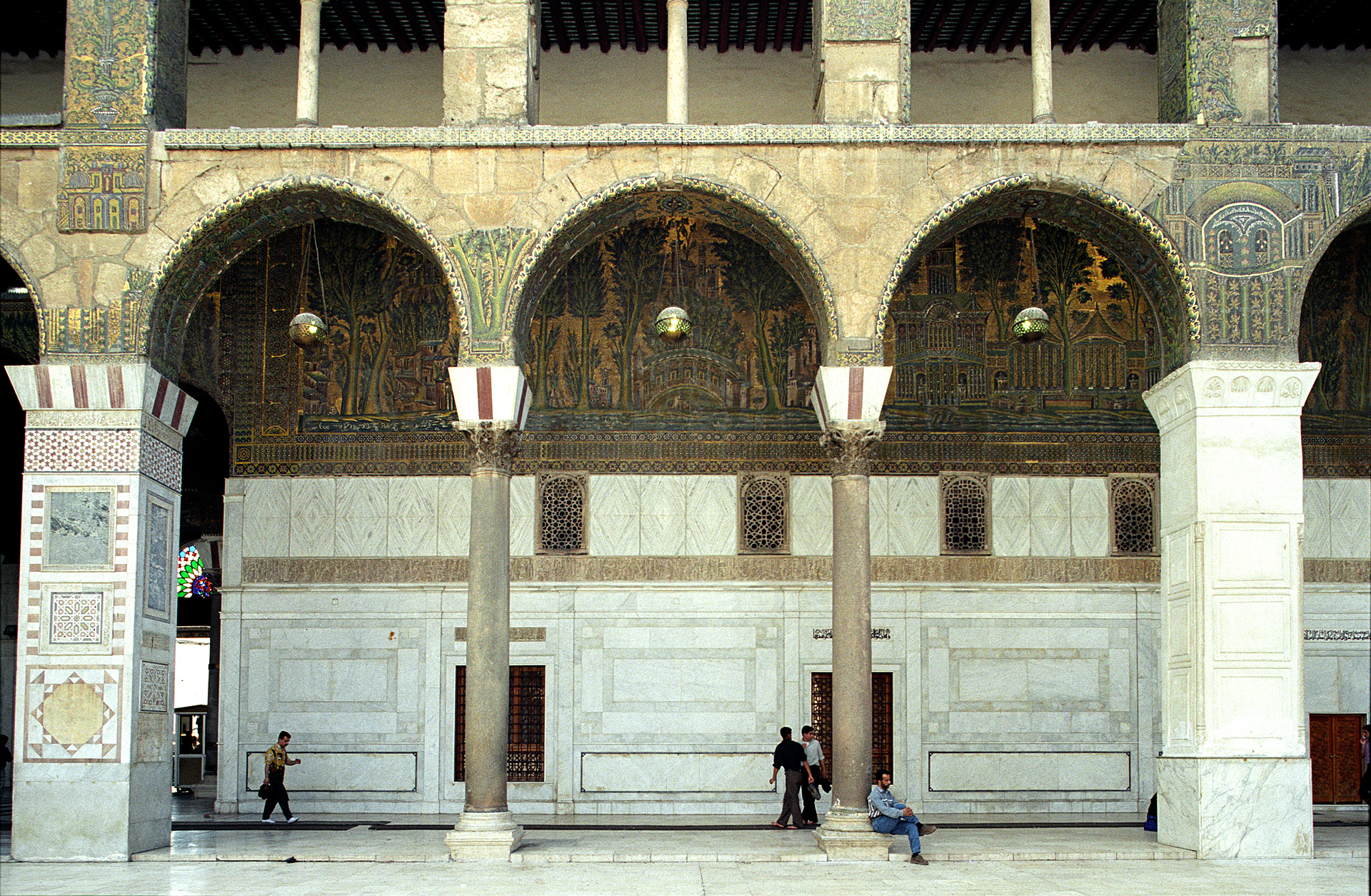
Veel Romeinse Korinthische zuilen (midden) werden in de Middeleeuwen vervangen door vierkante zuilen (zijkanten)

De Grote moskee van Damascus, ook wel de Omajjadenmoskee genoemd, is de belangrijkste moskee van de Syrische hoofdstad Damascus. De moskee is een belangrijk gebouw, zowel wat betreft de architectuur als de religieuze betekenis van dit heiligdom. Na de Arabische verovering van Damascus in 634 werd de moskee tussen 706 en 715 gebouwd door de Omajjadenkalief al-Walid I op de plaats van een christelijke basiliek toegewijd aan Johannes de Doper waar daarvoor een Jupitertempel en nog vroeger een Hadadtempel was. Bijzonder is dat het hoofd van Johannes de Doper er als relikwie bewaard zou zijn. Johannes de Doper wordt zowel door de christenen als door de moslims als profeet beschouwd.

## Geschiedenis

### Voorgeschiedenis
Damascus was in de 7e eeuw een van de belangrijkste steden van het Midden-Oosten. In de stad woonden voornamelijk christenen. Arabieren veroverden de stad in 635 en introduceerden de islam. Damascus werd later de hoofdstad van het Arabische Rijk.
Ten tijde van de islamitische verovering, was de belangrijkste kerk van Damascus de Basiliek van Johannes de Doper. Gedurende de eerste decennia van het Omajjadische bewind werd deze basiliek (waarschijnlijk) afwisselend door christenen en moslims gebruikt. Deze basiliek was neergezet op de plek waar zich eerder een tempel voor de Romeinse god Jupiter Damascenus bevond en weer dáárvoor een Aramees heiligdom toegewijd aan de heidense god Hadad. De huidige moskee is gebouwd op de temenos van de oude tempel en ook de huidige peribool (omheining) stamt nog uit de Romeinse tijd. De temenos had een oppervlakte van circa 160 x 100m en had een oriëntatie oost-west. De hof had vier poorten, elk aan een van de zijden.
In de basiliek, gebouwd onder Theodosius I tegen het eind van de 4e eeuw, was veel materiaal van de Jupitertempel hergebruikt. Het was een vijfbeukige kerk in de stijl van de vroegchristelijke basilica. De basiliek bevond zich, naar alle waarschijnlijkheid, in het midden van het huidige hof.
In 706, ruim 70 jaar na de islamitische verovering, besloot de toenmalige kalief Al-Walid I de basiliek af te breken en te vervangen door een moskee. Voor de bouw van de moskee werd de basiliek voorzichtig steen voor steen afgebroken. Ondanks de voorzichtige aanpak, stuitte de sloop op weerstand van de christenen in Damascus. Kalief al-Walid begon daarom zelf met een gouden nagel aan de sloop. De peribool, de zuilengang en twee torens bleven staan. De twee torens vormen nu twee van de drie minaretten van de moskee. Vele onderdelen, waaronder 40 Romeinse Korinthische zuilen, werden hergebruikt voor de bouw van de moskee. Volgens de historicus al-Masoudi mochten de christenen in Damascus vier nieuwe kerken bouwen als compensatie.

## Bouw en bouwstijl
De structuur van de moskee werd gebaseerd op het huis van Mohammed in Medina, dat tal van functies had: het was een plaats voor persoonlijke en gezamenlijke gebeden, godsdienstonderwijs, politieke bijeenkomsten, rechtspraak en opvang van zieken en daklozen. De islamitische geleerde Ahmad ibn Tajmijja doceerde in de 13e eeuw enige tijd in de moskee.
De kalief verkreeg van de keizer van het Byzantijnse Rijk vaklieden om de moskee te decoreren; dit is terug te vinden in de gedeeltelijk Byzantijnse stijl van het gebouw. De middeleeuwse reiziger en schrijver Ibn Battuta schreef dat het om twaalfduizend vaklieden ging, terwijl andere bronnen het op enkele honderden houden.
Het gebouw werd door de Arabieren gezien als een van de wereldwonderen, omdat het een van de grootste gebouwen van zijn tijd was. De buitenmuren waren gebaseerd op de muren van de tempel van Jupiter en meten 100 bij 157,5 m.
De gebedszaal bestaat uit drie beuken, die gesteund worden door pilaren van de Korinthische orde. Dit was de eerste moskee die een dergelijke vorm had. Het gebouw werd, in tegenstelling tot de christelijke basilica's, in de breedte georiënteerd. De gelovigen zaten meer naast dan achter elkaar. Ze konden de mihrab, de gebedsnis die richting Mekka (hier richting zuiden) wijst, zo beter zien.
Het interieur van de moskee lijkt op dat van de Rotskoepel van Jeruzalem. Het bevat diverse mozaïeken en geometrische patronen. De moskee zou de grootste goud-mozaïek ter wereld gehad hebben met een oppervlakte van meer dan 4000 m². Oorspronkelijk waren alle wanden bekleed met mozaïeken, maar tijdens de grote brand van 1893 is veel verloren gegaan. De mozaïeken stelden prachtige landschappen voor met villa's verscholen tussen bomen en rivieren. De bomen en villa's waren aangebracht op een gouden achtergrond. De rivieren stellen onder andere de Barada voor, de rivier die Damascus en de omliggende Ghouta-oase van water voorziet. Wetenschappers zijn het er over eens dat de mozaïeken het paradijs voorstellen. Levende wezens komen niet voor in de mozaïeken, overeenkomstig het verbod binnen de islam om mensen en dieren uit te beelden.
Naar verluidt waren de kosten voor de bouw van de moskee 5,6 miljoen gouden dirham.

### Minaretten
De Grote Moskee van Damascus heeft drie minaretten, waarvan er één naar de profeet Isa (Jezus) genoemd is, deze bevindt zich op de zuidoostelijke hoek. Twee hiervan waren reeds door de christenen, als torens, gebouwd. De derde werd door de mannen van de Omajjadische kalief Walid gebouwd.

### Latere ontwikkelingen
Aan de noordzijde van de moskee is een tuin met het mausoleum van Saladin, dat opgericht is na zijn dood in 1193. 
Op de binnenhof van de moskee staat een klein gebouwtje dat aangeduid wordt als de "klokkentoren". In de 14e eeuw werkte de astronoom Ibn al-Shatir als muwaqqit in de moskee en was hij dus verantwoordelijk voor het berekenen van tijd en datum. In de klokkentoren werden tot 1958 de uurwerken van de moskee bewaard.
Een ander klein octogonaal paviljoen, dat steunt op acht Korinthische zuilen, wordt de "schatkamer" genoemd.
In 1893 werd de moskee door brand zwaar beschadigd en gingen vele mozaïeken verloren, die inmiddels gedeeltelijk gerestaureerd zijn.

## Huidige situatie
De moskee is zowel door moslims als niet-moslims te bezoeken.
In 1979 werd de moskee samen met andere bouwwerken in de oude stad van Damascus, door UNESCO tot werelderfgoed verklaard.
Paus Johannes Paulus II bezocht de moskee in het jubeljaar 2000, voornamelijk om de relikwieën van Johannes de Doper te vereren. Het was de eerste keer dat een paus een bezoek aan een moskee bracht.

## Galerij

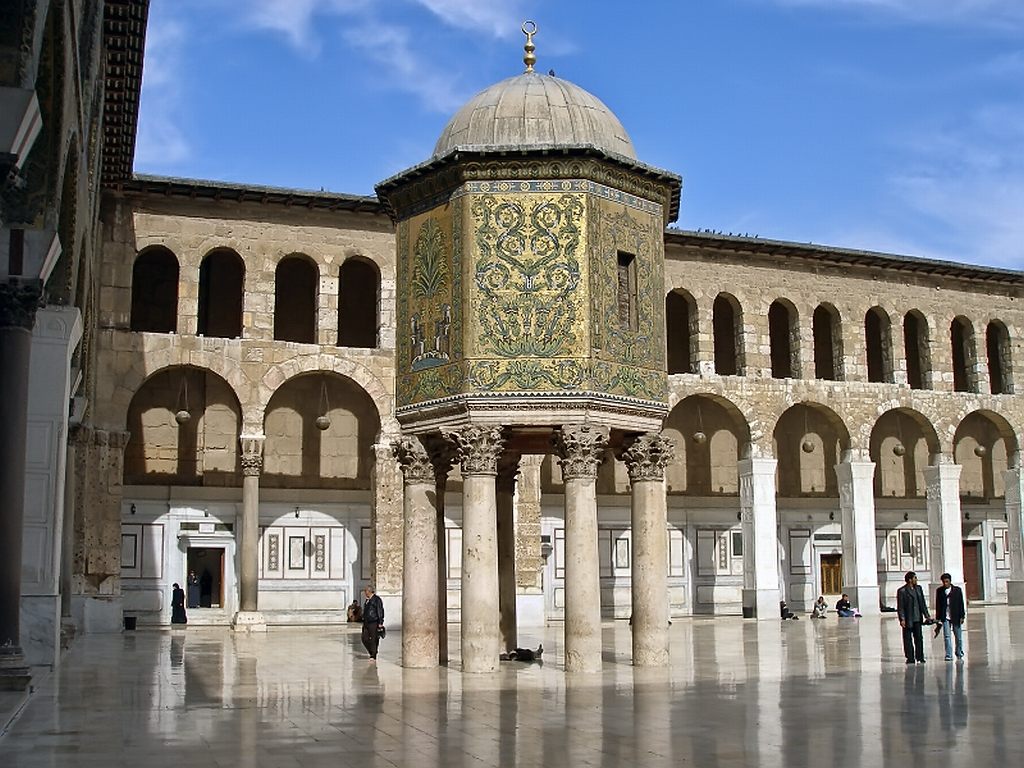
De schatkamer
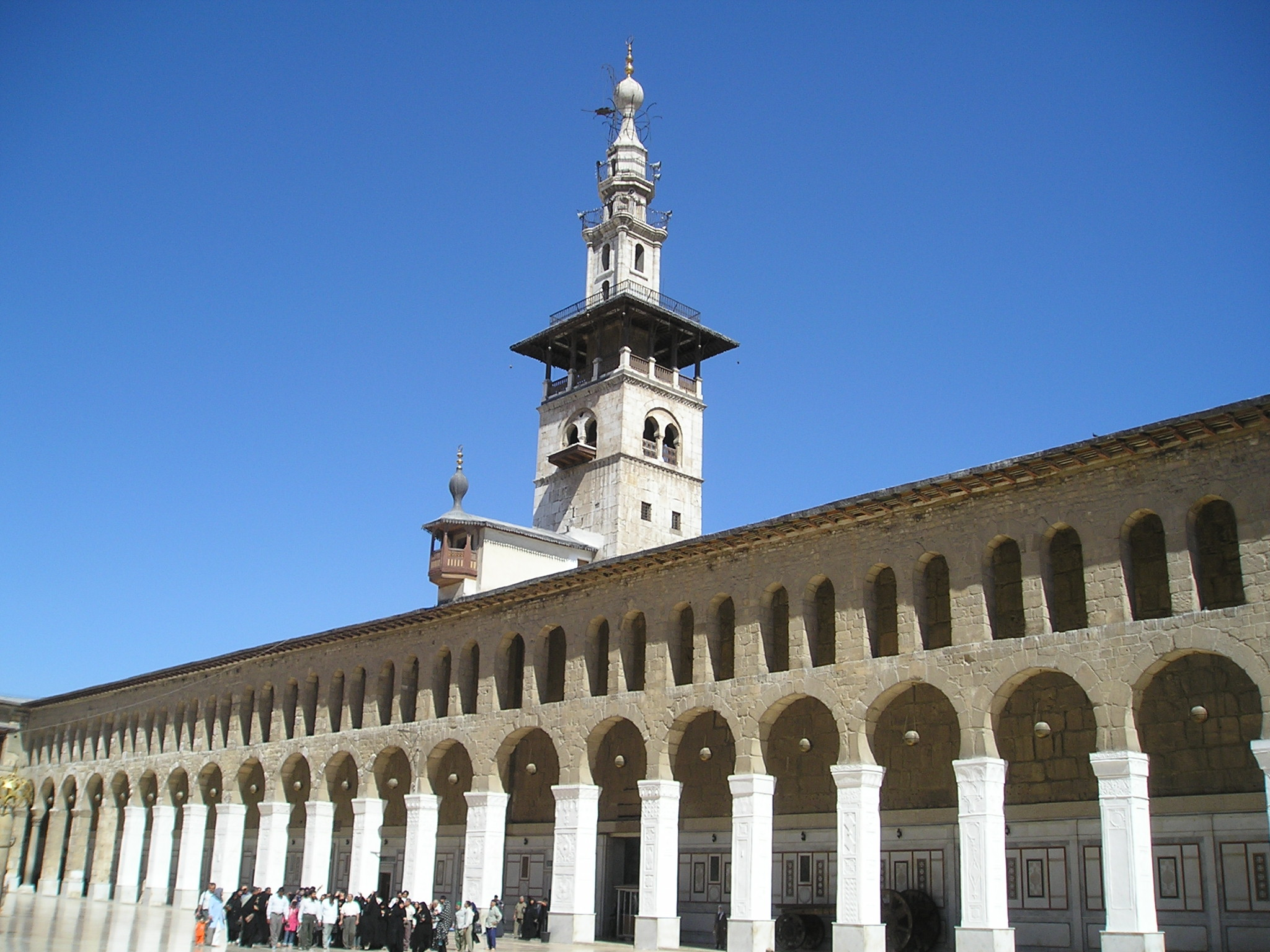
Minaret van de bruid
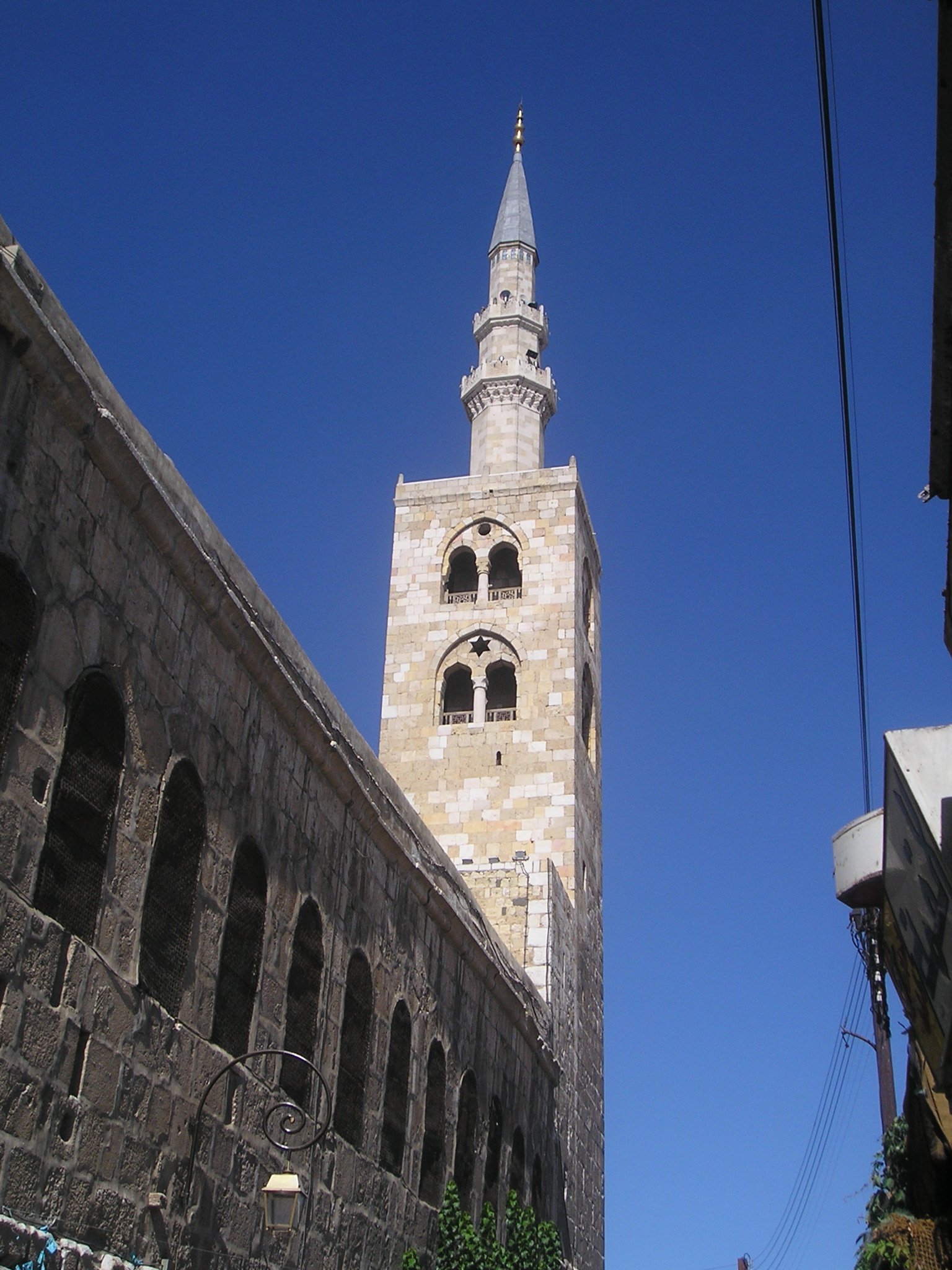
Jezus-minaret
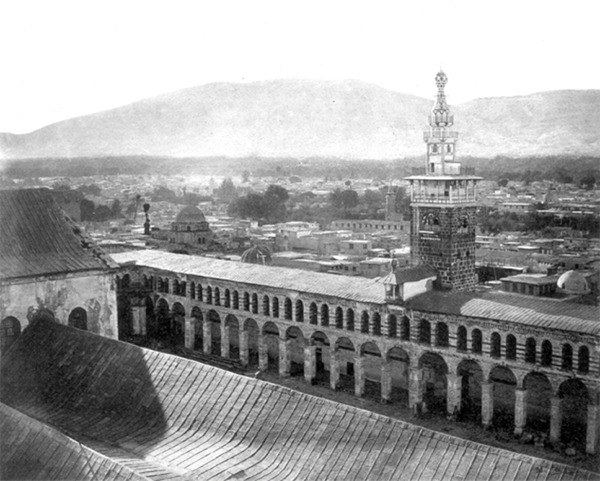
De moskee in 1862